# Riku Riski
Riku Olavi Riski (* 16. August 1989 in Turku) ist ein finnischer Fußballspieler. Der Stürmer steht derzeit bei Turku PS unter Vertrag und ist ehemaliger Nationalspieler. Sein Bruder Roope Riski ist ebenso Fußballprofi.

## Karriere

### Vereine
Riku Riski begann seine Karriere in seiner Geburtsstadt bei Turku PS. Bei TPS gab er in der Saison 2006 im Alter von 16 Jahren sein Profidebüt. Ab der Saison 2008 konnte sich der Stürmer einen Stammplatz erkämpfen. Mit seinem Heimatklub gewann er 2010 das Endspiel im Finnischen Pokal gegen HJK Helsinki, in dem er den Treffer zum 2:0-Endstand selber erzielte. Im Jahr 2010 absolvierte er zudem ein Spiel während einer Kurzleihe zum FC Viikingit.
Nach insgesamt 82 Ligaspielen und 17 Toren wechselte Riski im Januar 2011 nach Polen zu Widzew Łódź. Im August 2011 wurde er für ein halbes Jahr nach Schweden zu Örebro SK verliehen. Nachdem er von seiner Leihe zurückgekehrt war, wurde der Vertrag in Łódź aufgelöst und er wechselte zum norwegischen Erstligaaufsteiger Hønefoss BK. Bei diesem zeigte sich Riski wieder treffsicher und konnte in zwei Spielzeiten 20 Tore in 55 Ligaspielen erzielen. Im Dezember 2013 unterschrieb Riski einen Vertrag bei Rosenborg Trondheim. Bis zu seiner Leihe zu IFK Göteborg im August 2015 war er Stammspieler in der Mannschaft sowohl unter Per Joar Hansen als auch Kåre Ingebrigtsen. Nach Beendigung der fünfmonatigen Ausleihe wurde Riski ein weiteres Mal verliehen. Er wechselte bis zum Ende der Saison 2015/16 nach Schottland zu Dundee United, wo er von seinem ehemaligen Vereins- und Nationalmannschaftstrainer Mixu Paatelainen betreut wurde. Dann wurde er vom norwegischen Verein Odds BK unter Vertrag genommen.
Anfang 2018 kehrte Riski nach Finnland zurück und wechselte zum Rekordmeister HJK Helsinki. Dort konnte er sich als Stammspieler durchsetzen und gewann mit der Mannschaft 2018, 2020, 2021 und 2022 die finnische Meisterschaft sowie 2020 auch den finnischen Pokal. 2022 verpasste er verletzungsbedingt den Großteil der Saison und kam lediglich im letzten Spiel der Saison zu einem Liga-Einsatz; für die Reservemannschaft des Vereins Klubi 04 absolvierte er fünf weitere Spiele in der Kakkonen. Anschließend verließ er Helsinki und schloss sich Anfang 2023 wieder seinem Heimatverein Turku PS an, der mittlerweile in der zweiten Liga spielte.

### Nationalmannschaft
Riku Riski spielte zunächst für die finnische U-21, bevor er im Februar 2011 sein Debüt in der A-Nationalmannschaft gegen Belgien gab. Er debütierte unter Nationaltrainer Mixu Paatelainen der ihn für Roman Eremenko eingewechselt hatte. Mit der Nationalmannschaft nahm er am Baltic Cup 2014 teil.

## Titel und Erfolge
- Finnischer Meister: 2018, 2020, 2021, 2022
- Norwegischer Meister: 2015, 2016
- Finnischer Pokalsieger: 2010, 2020
- Norwegischer Pokalsieger: 2015, 2016